# Eishockey-Bundesliga 1961/62
Die Saison 1961/62  war die vierte Spielzeit der Bundesliga als höchster deutschen Eishockeyliga. Deutscher Meister wurde der EC Bad Tölz, der damit seine erste Meisterschaft gewinnen und die Siegesserie des EV Füssen beenden konnte. Relegationsteilnehmer war der TuS Eintracht Dortmund, der sich jedoch in den Spielen gegen Oberligameister EV Landshut durchsetzen konnte, sodass es erstmals in der Bundesligageschichte keinen Absteiger gab.

## Voraussetzungen

### Teilnehmer
- EC Bad Tölz
- TuS Eintracht Dortmund
- EV Füssen (Meister)
- ESV Kaufbeuren (Aufsteiger)
- Krefelder EV
- Preussen Krefeld
- Mannheimer ERC
- SC Riessersee

### Modus
Im Vergleich zum Vorjahr wurde der Modus geändert, um die Saison zu „straffen“ und unattraktive Begegnungen, wie sie die Doppelrunde in der vergangenen Spielzeit noch mit sich gebracht hatte, zu vermeiden. Die acht teilnehmenden Mannschaften absolvierten zunächst eine Einfachrunde, nach der sich die besten vier Vereine für die Meisterrunde qualifizierten. Dort wurde schließlich unter Mitnahme der Vorrundenpunkte in einer erneuten Einfachrunde der Deutsche Meister ermittelt. Die übrigen vier Mannschaften bestritten, ebenfalls unter der Mitnahme der Vorrundenpunkte, eine Abstiegsrunde. Der Letztplatzierte der Abstiegsrunde musste in einem Relegationsspiel gegen den Meister der Oberliga um seinen Platz in der Bundesliga spielen.

## Vorrunde
|    |                        | Sp | S  | U | N  | Tore  | Punkte |
| -- | ---------------------- | -- | -- | - | -- | ----- | ------ |
| 1. | EC Bad Tölz            | 14 | 13 | 0 | 01 | 89:33 | 26:02  |
| 2. | EV Füssen              | 14 | 11 | 2 | 01 | 79:38 | 24:04  |
| 3. | SC Riessersee          | 14 | 07 | 1 | 06 | 52:40 | 15:13  |
| 4. | Preussen Krefeld       | 14 | 05 | 4 | 05 | 57:47 | 14:14  |
| 5. | ESV Kaufbeuren         | 14 | 07 | 0 | 07 | 57:79 | 14:14  |
| 6. | Mannheimer ERC         | 14 | 03 | 2 | 09 | 49:67 | 08:20  |
| 7. | Krefelder EV           | 14 | 03 | 0 | 11 | 36:84 | 06:22  |
| 8. | TuS Eintracht Dortmund | 14 | 02 | 1 | 11 | 38:69 | 05:23  |

Abkürzungen: Sp = Spiele, S = Siege, U = Unentschieden, N = Niederlagen.

Erläuterungen: Meisterrunde, Abstiegsrunde

## Meisterrunde
|    |                  | Sp | S  | U | N  | Tore    | Punkte |
| -- | ---------------- | -- | -- | - | -- | ------- | ------ |
| 1. | EC Bad Tölz      | 20 | 17 | 0 | 03 | 118:059 | 34:06  |
| 2. | EV Füssen        | 20 | 15 | 2 | 03 | 108:055 | 32:08  |
| 3. | SC Riessersee    | 20 | 10 | 2 | 08 | 076:063 | 22:18  |
| 4. | Preussen Krefeld | 20 | 05 | 5 | 10 | 075:081 | 15:25  |

Abkürzungen: Sp = Spiele, S = Siege, U = Unentschieden, N = Niederlagen.

Erläuterungen: Meister.

## Abstiegsrunde
|    |                        | Sp | S  | U | N  | Tore    | Punkte |
| -- | ---------------------- | -- | -- | - | -- | ------- | ------ |
| 1. | ESV Kaufbeuren         | 20 | 09 | 0 | 11 | 080:109 | 18:22  |
| 2. | Krefelder EV           | 20 | 07 | 1 | 12 | 060:101 | 15:25  |
| 3. | Mannheimer ERC         | 20 | 05 | 3 | 12 | 074:088 | 13:27  |
| 4. | TuS Eintracht Dortmund | 20 | 05 | 3 | 12 | 058:093 | 11:29  |

Abkürzungen: Sp = Spiele, S = Siege, U = Unentschieden, N = Niederlagen.

Erläuterungen: Relegation.

## Ranglisten

### Beste Torschützen
| Spieler         | Team        | Spiele | Tore |
| --------------- | ----------- | ------ | ---- |
| Sepp Reif       | EC Bad Tölz | 20     | 29   |
| Ernst Köpf      | EV Füssen   | 20     | 18   |
| Manfred Gmeiner | EV Füssen   | 20     | 18   |

### Beste Verteidiger
| Spieler        | Team           | Spiele | Tore |
| -------------- | -------------- | ------ | ---- |
| Hans Rampf     | EC Bad Tölz    | 18     | 8    |
| Hans Huber     | SC Riessersee  | 20     | 8    |
| Leonhard Waitl | EV Füssen      | 20     | 8    |
| Werner Lorenz  | Mannheimer ERC | 20     | 8    |

## Kader des Deutschen Meisters
| Deutscher Meister EC Bad Tölz | Torhüter: Wilhelm Edelmann, Klaus Hafenstein Verteidiger: Hans Rampf, Otto Schneitberger, Walter Riedl, Heinz Bader, Franz Deisenrieder, Hans Wechsel Angreifer: Sepp Reif, Peter Lax, Alois Mayr, Sepp Wörschhauser, Siegfried Mayr, Georg Eberl, Peter Schmidt, Klaus Retzer, Adi Floßmann Cheftrainer: Hans Rampf (Spielertrainer) |

## Relegation
Für die Relegation hatte sich der EV Landshut als Meister der Oberliga qualifiziert. Erstmals seit Einführung der Relegation konnte sich der Bundesligist durchsetzen.
| 16. März 1962 | EV Landshut | 0:1 | TuS Eintracht Dortmund | Landshut |

| 23. März 1962 | TuS Eintracht Dortmund | 5:2 | EV Landshut | Dortmund |